# Tabula Rogeriana

Kopia av Tabula Rogeriana - här avbildad upp och ned.

Tabula Rogeriana ("Rogers bok") är kartografen Muhammad al-Idrisis mest kända verk. Kartan färdigställdes 1154, efter 18 års arbete, och var under tre århundraden den mest exakta världskartan. Idrisi och kung Roger frågade sjömän, handelsmän och resenärer som kom till Palermo var de varit och vad de hade sett, och hur de hade seglat. Allt detta bidrog till sammanställningen av den då kända världen. Under 300 år var detta världens mest korrekta kartan av världen. Sveriges kust finns utsatt med städer som Sigtuna och Kalmar. Dessa städer finns utsatta då Normanderna hade sitt ursprung från Norden. 
Tabula Rogeriana skapades under en anställning vid Roger II av Siciliens hov, den bestod av över 70 kartor, med text på latin och arabiska. För Roger II nedtecknades kartan även på en rund silverplatta, 2 meter i diameter och ca 400 kilo tung.
Både boken och silverplattan förstördes troligen redan 1160. Vår kunskap om al-Idrisis arbete bygger på en förkortad kopia som skrevs åt Rogers son, Vilhelm I av Sicilien.